# Georg Alexander von Müller
Georg Alexander von Müller (Chemnitz, 24. ožujka 1854. -  Hangelsberg, 18. travnja 1940.) je bio njemački admiral i vojni zapovjednik. Tijekom Prvog svjetskog rata bio je načelnik Pomorskog ureda.

## Vojna karijera
Georg Alexander von Müller rođen je 24. ožujka 1854. u Chemnitzu. Djetinjstvo je proveo u Švedskoj gdje je njegov otac radio kao učitelj. U mornaricu je stupio još kao kadet 1871. godine. Nakon završetka vojne naobrazbe služio na raznim brodovima njemačke mornarice, između ostalog, i na torpednom čamcu u istočnoj Aziji kao i zapovjedništvu mornarice na kojim dužnostima je upoznao Henrika Pruskog i Alfreda von Tirpitza kojemu je tijekom karijere bio svojevrsni štićenik. Godine 1895. postaje pobočnikom Henrika Pruskog koju dužnost obavlja do 1898. kada postaje zapovjednikom oklopnog krstaša SMS Deutschland. U ožujku 1900. dobiva plemićki naslov, te postaje načelnikom odjela u Pomorskom uredu. Godine 1902. imenovan je pobočnikom cara Vilima II., dok je u siječnju 1905. promaknut u čin kontraadmirala. Müller je 1907. unaprijeđen u viceadmirala, te postaje načelnikom Pomorskog ureda pri Vrhovnom stožeru. Na navedenom mjestu Müller je, kao osoba bliska caru, imao izuzetno veliki utjecaj na formiranje njemačke pomorske strategije budući su svi dokumenti prije nego što su prezentirani caru trebali biti odobreni od njega. U kolovozu 1910. promaknut je u čin admirala.

## Prvi svjetski rat
Na početku Prvog svjetskog rata Müller je podržavao carevu politiku da Flota otvorenog mora ne ulazi u otvoreni sukob s britanskom flotom. Također, na početku rata suprotstavljao se prijedlozima o proglašavanju neograničenog podmorničkog rata, što ga je dovelo u sukob s bivšim mentorom Tirpitzom koji je taj prijedlog podržavao. Müller je smatrao da bi proglašavanje neograničenog podmorničkog rata imalo nesagledive posljedice za politiku prema neutralnim zemljama. Ipak, tijekom rata promijenio je mišljenje, te je u siječnju 1917. podržao je carevu odluku o proglašavanju neograničenog podmorničkog rata. Navedena promjena mišljenja oslabila je međutim, njegov vojni i politički kredibilitet, iako je i dalje imao podršku cara. Za vojne zasluge Müller je 24. ožujka 1918. odlikovan ordenom Pour le Mérite.
Jačanje Hindenburgovog i Ludendorffovog, ne samo vojnog, već i političkog utjecaja, vodilo je prema Müllerovoj marginalizaciji. Umirovljen je u kolovozu 1918. kada je Reinhard Scheer imenovan na mjesto načelnika stožera njemačke mornarice. 

## Poslije rata
Nakon rata Müller je napisao memoare pod nazivom Car i njegov dvor koji su prevedeni na više jezika. Preminuo je 18. travnja 1940. godine u 86. godini života u Hangelsbergu. 

## Vanjske poveznice
(eng.) Georg Alexander von Müller na stranici First World War.com

(eng.) Georg Alexander von Müller na stranici Prussianmachine.com

(njem.) Georg Alexander von Müller na stranici Deutsche-biographie.de